# Pikachu
Vous lisez un « bon article » labellisé en 2013.
Pour les articles homonymes, voir Pikachu (homonymie).
Pikachu (ピカチュウ, Pikachū) est une espèce de Pokémon, une créature de fiction issue de la franchise médiatique Pokémon de Nintendo. Il est apparu la première fois au Japon en 1996, dans les jeux vidéo Pokémon Vert et Pokémon Rouge, créés par Satoshi Tajiri. Initialement conçu comme un personnage secondaire, Pikachu est devenu la mascotte de l'univers Pokémon après avoir été choisi comme personnage principal dans l'adaptation télévisuelle du jeu, aux côtés de son dresseur Sacha. Il apparaît depuis de manière récurrente dans le marketing de la franchise, au point de désigner parfois celle-ci par métonymie.
Pikachu est imaginé par Atsuko Nishida de Game Freak et dessiné par Ken Sugimori à partir du sprite des versions rouge et verte. Il est créé en même temps que son évolution, Raichu ; à partir de la deuxième génération, il est également doté d’une pré-évolution, Pichu. Pikachu est de type électrique et occupe le 25e emplacement dans le Pokédex national, l'encyclopédie qui recense les différentes espèces de Pokémon.
Considéré comme une icône de la culture kawaii et parfois présenté comme l'équivalent japonais de Mickey Mouse, il est devenu mondialement célèbre et réapparaît parodié dans d'autres séries animées comme Les Simpson ou Drawn Together. Il est le Pokémon le plus reconnu de la franchise.

## Création
Propriété de Nintendo, la franchise Pokémon est apparue au Japon en 1996 avec les jeux vidéo Pocket Monsters Vert et Pocket Monsters Rouge. Son concept de base est la capture et l'entraînement de créatures appelées Pokémon, afin de leur faire affronter ceux d'autres dresseurs de Pokémon. Chaque Pokémon possède un ou deux types – tels que l'eau, le feu ou la plante – qui déterminent ses faiblesses et ses résistances au combat. En s'entraînant, ils apprennent de nouvelles attaques et peuvent évoluer en un autre Pokémon.
La conception de Pikachu est l’œuvre d'Atsuko Nishida et a été finalisée par Ken Sugimori et l’équipe de développement des personnages du studio Game Freak.
Il est conçu avec la première génération de jeux Pokémon, Pokémon Rouge et Pokémon Vert, sortis à l'extérieur du Japon sous les titres de Pokémon Rouge et Pokémon Bleu,. Si Pikachu ne fait pas partie des premiers Pokémon créés, il constitue néanmoins le premier Pokémon de type électrique : lorsque, au cours du développement du jeu, la création de ce type est suggérée, Pikachu est proposé comme exemple d’un Pokémon de ce type.
Quant au nom japonais de Pikachu (ピカチュウ, Pikachū, officiellement romanisé en Pikachu), Satoshi Tajiri a expliqué qu'il avait été créé à partir des onomatopées japonaises de l'étincelle ピカ (pika) et du couinement de la souris チュウ (chū), le présentant donc comme une souris électrique, ; de fait, il infirme ainsi les suppositions de certains sites de fans qui voyaient dans ce nom une référence au pika,. Pourtant, Atsuko Nishida, qui a participé à la réalisation du design originel de Pikachu, indique s'être inspirée de l'écureuil. Si la quasi-totalité des Pokémon ont vu leur nom adapté lors de la sortie mondiale de Pokémon, Pikachu a conservé son nom original, simplement transcrit dans les alphabets latin (Pikachu), cyrillique (Пикачу) et coréen (피카츄).
Pikachu est d'abord conçu comme un Pokémon parmi les 150 autres,. Mais dès 1996, alors que Pokémon Rouge et Bleu battent tous les records de vente au Japon, Nintendo cherche une mascotte pour incarner sa licence. Le premier produit dérivé, le manga Pokémon - Pocket Monsters, prend pour principal Pokémon du héros un Mélofée (Clefairy) dont Pikachu n'est que le partenaire,. Ce dernier s'impose cependant en tant que mascotte lorsqu'il devient le premier Pokémon de Sacha dans la série animée ; il est choisi par les développeurs au vu de sa popularité chez les enfants des deux sexes, et de son aspect kawaii, qui doit permettre à Nintendo d'atteindre un public plus jeune et féminin. Son pelage de couleur jaune, une des trois couleurs primaires, lui permettait également d'être reconnaissable facilement par les enfants, le seul autre personnage de la même couleur étant Winnie l'ourson.

## Description
Décrit comme une souris, Pikachu évoque un petit rongeur de 40 centimètres pour six kilogrammes, avec un corps rond, de courtes pattes et une queue aussi longue que son corps. Son pelage court est d’un jaune vif – ou d'un jaune orangé pour un Pikachu chromatique – à l’exception de ses deux rayures dorsales brunes et de l’extrémité de ses oreilles, noire ; il porte également une tache circulaire rouge sur chacune de ses joues. Sa queue a la forme d'un éclair et son extrémité est fendue chez les femelles, évoquant la forme d’un cœur. Il est généralement bipède. Comme pratiquement tous les Pokémon, il ne parle pas ; dans la série animée, il communique verbalement en répétant les syllabes de son nom avec différentes tonalités ou par le langage corporel.
D'après le Pokédex, l'encyclopédie fictive sur les Pokémon, les Pikachu sont des Pokémon frugivores vivant par groupes en forêt. D'un naturel rusé et méfiant, ils surveillent les environs dressés sur leur queue. Pikachu est un Pokémon de type électrique : grâce à des poches situées dans ses joues, identifiées par les taches circulaires rouges qui les ornent, il est capable de générer des arcs électriques d'intensité variable, allant jusqu'à la puissance d'un éclair. Il les utilise pour se défendre, pour attendrir les fruits non arrivés à maturité ou encore pour remettre sur pieds un autre Pikachu déchargé ; curieux, il électrocute également tout ce qu'il rencontre de nouveau. Ses joues crépitent lorsqu'il est énervé, se sent menacé, ou est simplement mal réveillé, car il se recharge en dormant. Les décharges électriques envoyées proviennent de ses joues. Dressé sur sa queue, Pikachu peut attirer la foudre ; en groupe, ils peuvent déclencher d'importants orages en les attirant,.
Pikachu occupe la vingt-cinquième place du Pokédex. Il évolue en Raichu au moyen d'un objet appelé pierre foudre – quoique dans le dessin animé, il refuse d'évoluer, de même que dans le jeu Pokémon Jaune. Dans la deuxième génération de jeux Pokémon apparaît Pichu, la pré-évolution de Pikachu, qui est issu d'un œuf de Pikachu ou de Raichu ; il évolue en Pikachu lorsqu'il gagne un niveau en nourrissant une affection suffisante pour son dresseur.

## Apparitions
Pikachu fait sa première apparition en 1996 dans les jeux vidéo japonais Pokémon Vert et Rouge. S’il est depuis présent dans la quasi-totalité des jeux vidéo de la franchise, il n'a le plus souvent qu’un rôle secondaire ; il occupe en revanche un rôle central dans la série télévisée, les films et la plupart des mangas inspirés de l'univers de Pokémon, ainsi que dans le jeu vidéo Pokémon Jaune. Il est également le Pokémon le plus représenté dans le Pokémon Trading Card Game.

### Jeux vidéo

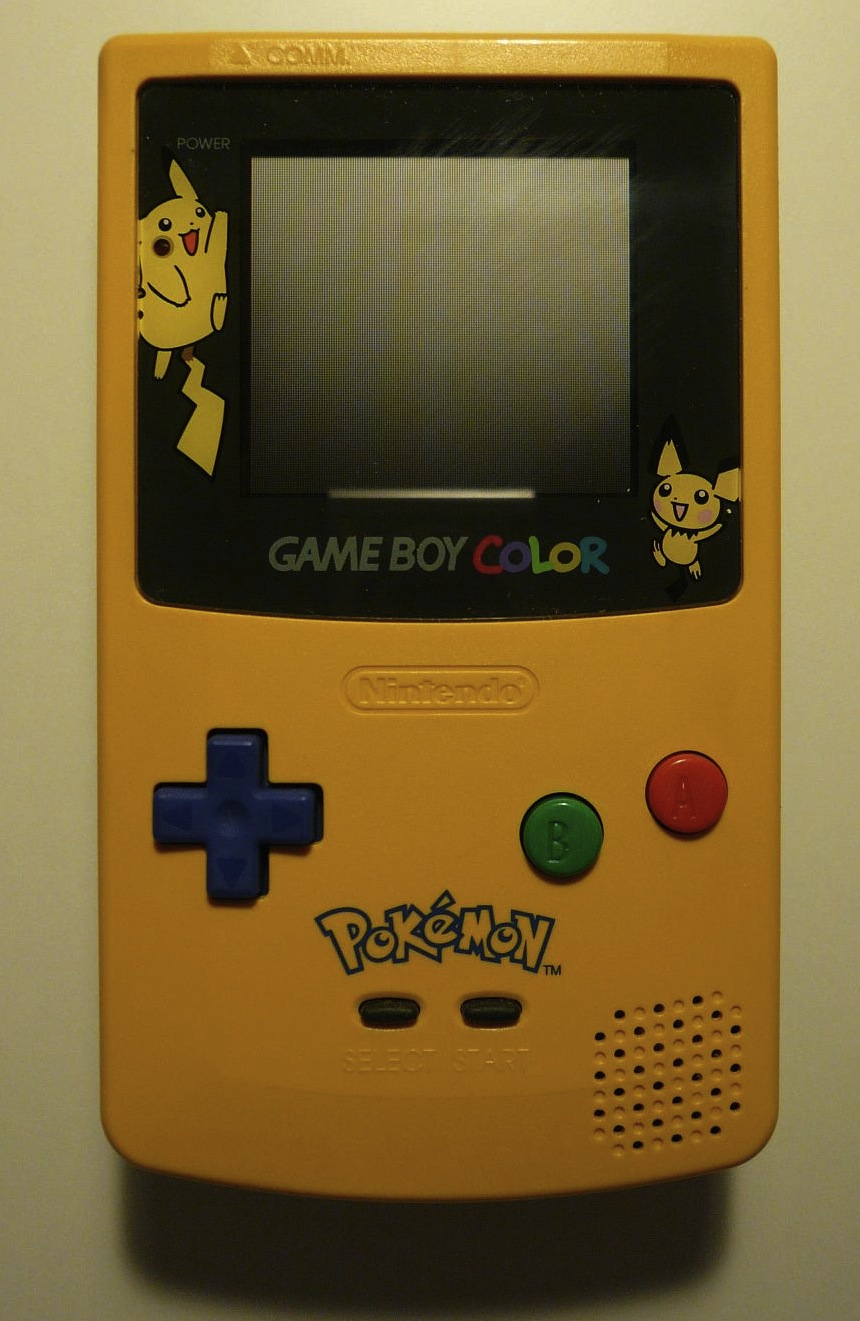
Pikachu sur une Game Boy Color.

Pikachu figure dans la série de jeux vidéo Pokémon, apparue au Japon en 1996 et dont les jeux avaient été vendus à 275 millions d'exemplaires à travers le monde lors des 20 ans de Pokémon en 2016. Il fait sa première apparition en 1996 dans les jeux japonais Pocket Monsters Vert (ポケットモンスター 緑, Poketto Monsutā Midori) et Pocket Monsters Rouge (ポケットモンスター 赤, Poketto Monsutā Aka), sortis en Occident sous le titre de Pokémon Rouge et Bleu. Depuis la première édition de ces jeux, Pikachu est réapparu et peut être capturé sans échange dans tous les jeux Pokémon de la série principale, à l'exception des versions noire et blanche et de leurs suites. Le Pikachu de niveau 88 utilisé par le dresseur Red à la fin de Pokémon Or HeartGold et Argent SoulSilver constitue le Pokémon d'un personnage non-joueur le plus entraîné apparu dans un jeu Pokémon.
En combat, les attaques les plus puissantes de Pikachu sont « Tonnerre » (Thunderbolt) et « Fatal-Foudre » (Thunder), toutes deux de type électrique ; certains Pikachu distribués lors d'événements promotionnels disposent parfois d'attaques qu'il ne pourraient apprendre normalement, comme « Surf » ou « Vol » (Fly). Un objet spécifique, la BalleLumière, lui permet de plus de doubler ses statistiques d'attaque (depuis Pokémon Diamant et Perle) et d'attaque spéciale, ainsi que de transmettre aux futurs œufs issus de femelles Pikachu une capacité qui ne s'obtient que par ce biais : « Électacle » (Volt Tackle), qui est également parmi l'une des plus puissantes attaques que Pikachu peut utiliser au combat. Étant donné qu'il est une forme évoluée, un œuf de Pikachu contient non pas un Pikachu mais sa pré-évolution, c'est-à-dire un Pichu. En outre, Pikachu est l'un des quatorze Pokémon dont la fiche est disponible en six langues dans le Pokédex de Pokémon Diamant et Perle,,.
Du fait de sa grande popularité, Pikachu apparaît dans la quasi-totalité des jeux de la franchise Pokémon. À la suite du succès de la série télévisée, une nouvelle version de Pokémon Rouge et Bleu le mettant en vedette fut éditée en 1998 : Pokémon version jaune : Édition spéciale Pikachu. Ce jeu reprend la trame des premiers jeux en y incorporant des éléments de la série : ainsi, le joueur se voit attribuer un Pikachu comme Pokémon de départ, lequel refuse de rentrer dans sa Poké Ball et marche aux côtés de son dresseur, ne peut évoluer en Raichu et est capable de prononcer son nom. Il est de nouveau mis en vedette en 2018 dans la réédition Pokémon Let's Go, Pikachu. Pikachu est également le protagoniste principal des jeux Pokémon Dash et PokéPark Wii : La Grande Aventure de Pikachu et fait partie des Pokémon de départ des jeux de la série Pokémon Donjon Mystère. Il fait partie du premier lot de figurines de la technologie de communication en champ proche pour Pokémon Rumble U. Plusieurs jeux d'animal de compagnie virtuel le mettent également en scène, tels que Hey You, Pikachu! et Pokémon Channel ou le tamagotchi Pokémon Pikachu
En dehors des jeux vidéo Pokémon, Pikachu apparaît dans Super Smash Bros., une série de jeux de combat mettant en scène les personnages de Nintendo. Il s'agit d'un personnage léger, donc facile à projeter et à l'aise dans les airs, qui se bat avec des attaques électriques ; son attaque finale est « Électakle ». Dans Super Smash Bros. premier du nom, il est considéré comme un des personnages les plus puissants du jeu et il est avec Rondoudou (Jigglypuff) le seul Pokémon figurant comme personnage jouable dans tous les opus de la série. Une montgolfière avec l'image d'une tête de Pikachu rythme également l'arrière plan d'un niveau du jeu vidéo Rhythm Hunter: HarmoKnight, également développé par Game Freak.

### Série télévisée et films

#### Animé

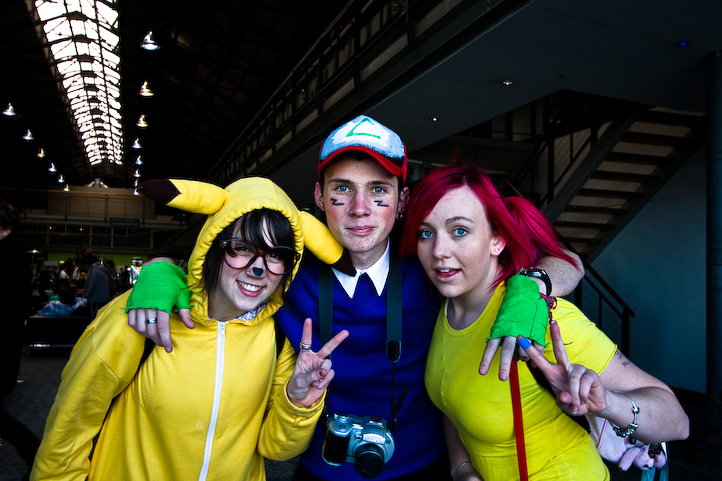
De gauche à droite : cosplay de Pikachu, Sacha et Ondine, personnages principaux du premier cycle de Pokémon.

La série télévisée Pokémon et les films qui en sont issus narrent les aventures d'un jeune dresseur du nom de Sacha, qui voyage à travers le monde pour affronter d'autres dresseurs ; les intrigues sont souvent distinctes de celles des jeux vidéo. Pikachu constitue un des personnages principaux et le seul Pokémon à rester aux côtés de Sacha pendant toute la durée de la série ; il devient ainsi la mascotte de la série et par extension de toute la franchise,. Chacun des films Pokémon débute avec un court-métrage mettant en scène Pikachu.
Pikachu apparaît dès le premier épisode de la série, Le Départ, en tant que Pokémon de départ de Sacha. Il est d'abord rétif envers son dresseur, l'électrise plusieurs fois et refuse de rentrer dans sa Pokéball ; il se lie finalement d'amitié avec lui lorsque Sacha le défend contre une horde de Piafabec (Spearow) ; il refuse cependant toujours de rentrer dans sa Pokéball et marche aux côtés de son dresseur. Extrêmement puissant, il est systématiquement l'objet des convoitises de la Team Rocket, qui cherche à s'en emparer dans la quasi-totalité des épisodes. Dans l'épisode 39 Au revoir Pikachu, Sacha fut près d'abandonner son Pikachu pour le laisser vivre au sein d'un groupe de Pikachu sauvages, mais le Pokémon décide de rester avec son dresseur. Il s'exprime en répétant les syllabes de son nom et est doublé par Ikue Ōtani dans toutes les versions de la série,.
Quelques Pikachu autres que celui de Sacha font des apparitions dans la série. C'est notamment le cas dans l'épisode 69 Le Pi-kahuna, qui met en scène Puka, un Pikachu âgé, capable de sentir les vagues et de faire du surf. De même, dans les épisodes 80 à 82, Sacha se lie d'amitié avec le dresseur Ritchie, qui utilise un Pikachu du nom de Sparky.

#### Prise de vues réelles
Dans le film en prise de vues réelles Pokémon : Détective Pikachu, le détective Pikachu est doublé par Ryan Reynolds en version américaine.

### Manga
À l’instar de la série animée, Pikachu est un Pokémon récurrent dans les différents mangas mettant en scène le monde de Pokémon. Il est le principal Pokémon des héros de Pikachu Adventures !, Pokémon : Attrapez-les tous ! et Pokémon La Grande aventure !. Dans cette dernière série, les héros des deux premiers cycles, Rouge et Jaune, possèdent chacun un Pikachu, appelé Pika et Chuchu ; respectivement mâle et femelle, ils donneront naissance à un Pichu. Pikachu apparaît également dans des séries non traduites en français comme The Electric Tale of Pikachu (où le Pikachu de Sacha est prénommé Jean-Luc, en hommage à Jean-Luc Picard de Star Trek) et Satoshi et Pikachu, deux séries directement basées sur le dessin animé, ou encore dans la série humoristique Pokémon – Pocket Monsters, qui met en scène un Pikachu déluré aux côtés d'un Mélofée (Clefairy) grossier et insupportable.

### Jeu de cartes
Le jeu de cartes Pokémon est un jeu de cartes à collectionner dont le principe est similaire aux combats Pokémon : le joueur doit utiliser ses cartes, chacune à l'effigie d'un Pokémon, pour vaincre les cartes de son adversaire. Des cartes représentant Pikachu apparaissent dès les débuts du jeu de cartes sorti en octobre 1996. Il est depuis le personnage le plus représenté dans les cartes, avec plus de soixante-dix à son effigie, dont de nombreuses cartes promotionnelles parues en édition limitée à l'occasion d'opérations promotionnelles lors de la sortie de jeux vidéo ou encore chez McDonald's. À titre d'exemple, les « Pikachu Illustrator » existent en 40 exemplaires uniquement.

## Accueil
Pikachu est aujourd'hui un personnage célèbre mondialement, au point d’avoir pu être présenté comme l'équivalent japonais de Mickey Mouse ; particulièrement populaire au Japon,, il constitue une icône de la culture kawaii,,. Mascotte de la franchise, dont il est au cœur du marketing, son nom est souvent employé pour la désigner par métonymie, par exemple dans le titre du livre de Joseph Jay Tobin, Pikachu's Global Adventure: the Rise and Fall of Pokémon. Si bien qu'en ne montrant que son image, le Pokémon jaune est majoritairement reconnu par les adolescents et par les adultes.

### Utilisation marketing

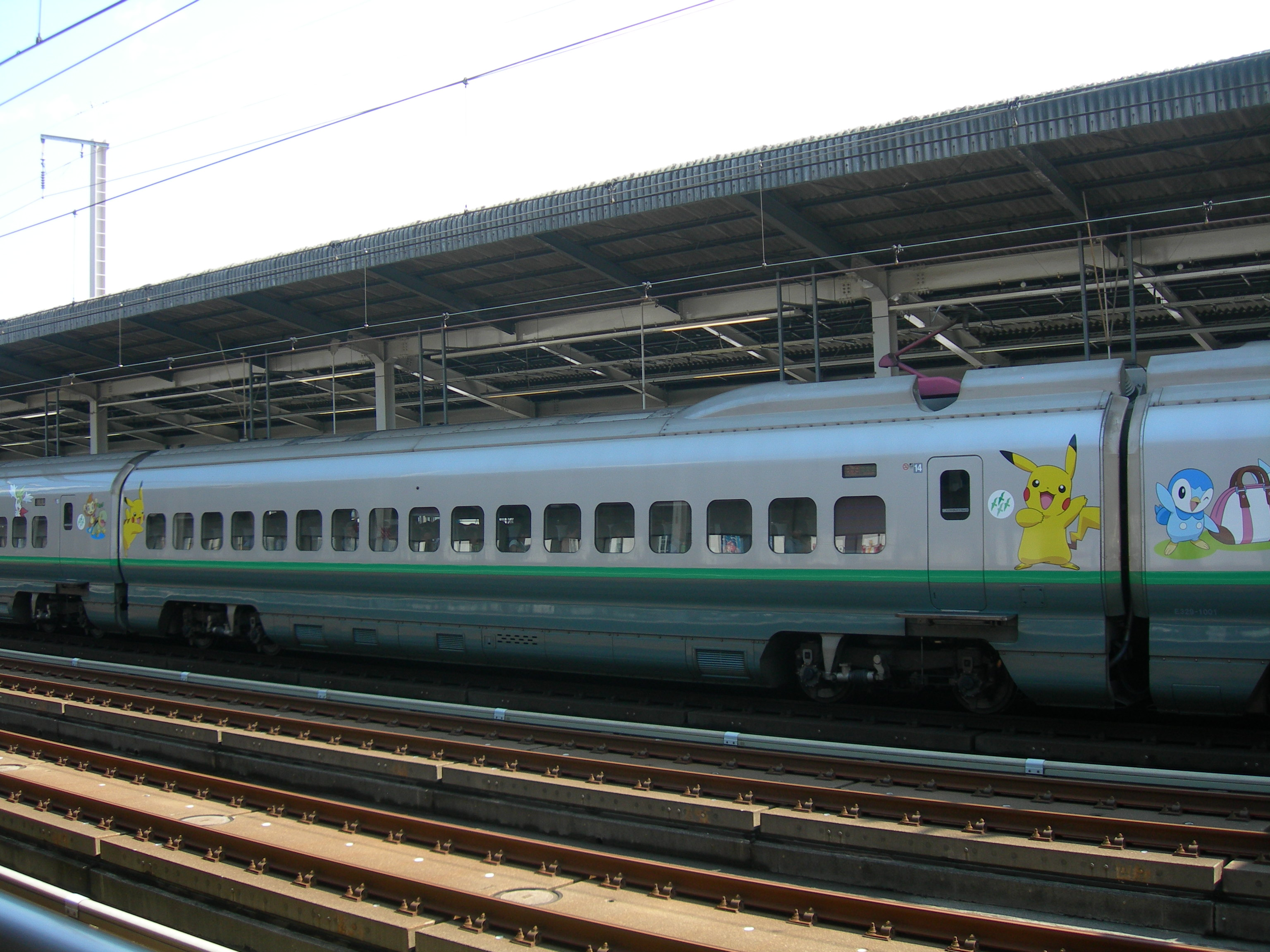
Pikachu apparaît également sur les rames du Shinkansen.

En tant que mascotte de la franchise, l'image de Pikachu est utilisée de manière récurrente dans la mercatique de la licence et le nom ピカチュウ (Pikachu) constitue une marque déposée au Japon. Concentrée sur le personnage de Pikachu au Japon, la mercatique de la licence évolue lors de sa sortie mondiale : il utilise tant la figure du Pokémon que de son dresseur, Sacha,. Pikachu apparaît ainsi dans la majorité des produits dérivés : jeux secondaires, dessin animé, manga, jeu de cartes, mais aussi jouets, consoles à son effigie, figurines à collectionner, voire sac à dos ou brosse à dents, etc. Parmi les consoles de jeu vidéo aux couleurs de Pikachu, il existe des éditions des Game Boy Light, Color, Advance, Advance SP, de la Nintendo 64, de la Nintendo DS Lite et de la Nintendo 3DS XL.
Pikachu a également fait de multiples apparitions lors de diverses opérations promotionnelles. Ainsi, des Pikachu sont régulièrement distribués aux joueurs lors d'événements promotionnels organisés par Nintendo. Aux États-Unis, à l'occasion du lancement des versions rouge et bleue en 1998, la capitale du Kansas, Topeka, fut renommée le temps d’une journée « ToPikachu » et des New Beetle customisées aux couleurs de Pikachu, avec queue et oreilles, assurèrent la promotion du lancement du jeu de cartes en janvier 1999. après celle du lancement de Pokémon Jaune au Japon en 1998. Un ballon géant à l’effigie de Pikachu prend part à la Macy's Thanksgiving Day Parade depuis 2001,, ; il fut également présenté lors de la célébration des dix ans de Pokémon au Bryant Park de New York en 2006. En outre, Pikachu figure sur plusieurs avions de la compagnie All Nippon Airways décorés avec des images de Pokémon,.

### Accueil critique
Pikachu a reçu un accueil très positif de la presse spécialisée. Le site GameSpot l'inclut dans sa liste des « Meilleurs héros de jeux vidéo de tous les temps » et le magazine Nintendo Power en fait son neuvième héros favori, relevant que bien qu'il soit un des premiers Pokémon, il reste très populaire. Dans un sondage mené par Oricon en 2008, Pikachu est arrivé en quatrième place des personnages de jeu vidéo les plus populaires au Japon, à égalité avec Solid Snake. Plus spécifiquement, le Pikachu du dessin animé a été classé quinzième meilleur personnage de dessin animé du TV Guide's en 2002 et huitième par IGN en 2010. En 2000, lors d'un sondage de la chaîne Animax sur les personnages d'anime favoris, il apparaît à la huitième place. De manière moins positive, Pikachu figure en tête du top 10 d'AskMen des personnages de dessin animé des années 1990 les plus agaçants.
Pikachu a été désigné en 1999 par Time comme la deuxième meilleure personne de l'année dans la catégorie « People » derrière Ricky Martin ; il y est présenté comme « le personnage d'animation le plus adorable depuis Hello Kitty » et comme le symbole d'une franchise ayant à son actif les ventes les plus rapides de l'histoire du jeu vidéo et « un empire de cartes à jouer ». En 2003, Forbes classe Pikachu – par métonymie pour désigner Pokémon – huitième personnage de fiction le mieux payé de l'année avec un revenu de 825 millions de dollars ; l'année suivante, il le classe dixième, avec un revenu identique.

### Impact culturel

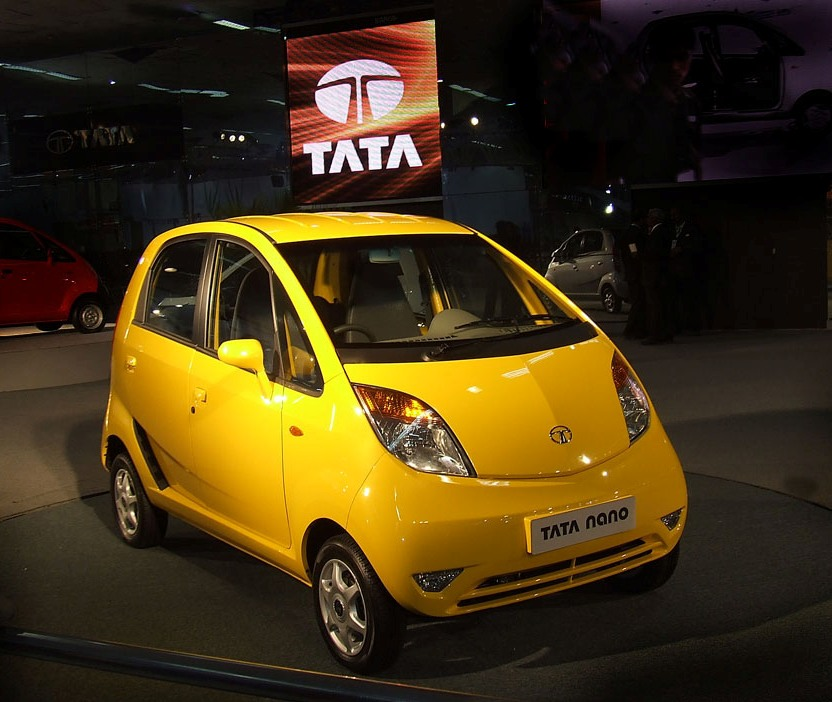
La Tata Nano, dont le design a été comparé à Pikachu par Richard Hammond.

Du fait de sa grande popularité, Pikachu est régulièrement le sujet d'allusions hors du contexte de Pokémon. Ainsi, il a figuré en 2000 au sein de la campagne publicitaire américaine Got Milk?, qui met en scène différentes stars vantant les mérites du lait,. Pour la Coupe du monde de football de 2014, Pikachu et d'autres Pokémon deviennent les mascottes officielles de l'équipe du Japon de football et il figure également sur les répliques des maillots des joueurs japonais. En 2015, Pikachu apparaît sur une publicité pour la Conférence de Paris de 2015 sur le climat. En 2001, il apparaît sur une série de pièces de monnaie d'un dollar niuéen,. En 2016, tandis que Pokémon Go bat son plein, une statue de Pikachu en fibre de verre a été déposée par un artiste inconnu à l'emplacement d'une ancienne fontaine à La Nouvelle-Orléans. En 2022, un collectionneur de cartes Pokémon et le vidéaste Logan Paul achètent l'un après l'autre, chacun une carte d'un « Pikachu Illustrator », respectivement à 900 000 dollars et 5 275 000 dollars ; ce dernier achat devient le plus cher pour une carte Pokémon et ce record est établi dans le livre Guinness des records.
Pikachu a également donné son nom à des concepts sortant de la franchise Pokémon. En 2000, le virus Pikachu prenait la forme d'un courriel intitulé Pikachu Pokemon pour inciter les enfants à l'ouvrir et s'attaquait ensuite au système de l'ordinateur. En 2008, une protéine découverte par une équipe de l'Institut de bio-sciences d'Osaka a été baptisée « Pikachurine » en l'honneur de Pikachu ; il s'agit d'un ligand essentiel à la communication des informations entre l'œil et le cerveau,. Sur la version francophone de l'encyclopédie en ligne Wikipédia, la notion de « défense Pikachu » renvoie à un faux argument pour défendre un article proposé à la suppression, qui confond la notoriété avérée d'un sujet avec sa noblesse supposée,.
Les références à Pikachu sont nombreuses dans les médias. Richard Hammond, présentateur de la célèbre émission de la BBC Top Gear, a ironiquement comparé la voiture indienne Tata Nano à Pikachu, en déclarant que ses concepteurs avaient fait des économies sur le design en s'appuyant directement sur le Pokémon. Une parodie de Pikachu a fait plusieurs apparitions dans Les Simpson : dans Frère et Sœur ennemis (2002), Bart imagine ses camarades sous la forme de personnages de la télévision, dont Pikachu ; dans Élémentaire, mon cher Simpson (2010), il regarde la série à la télévision et se demande « comment cette émission reste si fraîche » ; enfin, Maggie apparaît en Pikachu lors du gag du canapé des épisodes Père Noël sans frontières (2003) et Le Canard déchaîné (2004) et à la fin de l'épisode d'Halloween no XXV,. On peut également le voir dans l'épisode À la recherche de Mister Goodbart (2017) à l'occasion d'une parodie de Pokémon Go. Pikachu est également parodié par le personnage de Ling-Ling dans la série Drawn Together.